# Steve Speirs
Steve Speirs, rodným jménem Steven Roberts (* 22. února 1965, Troed-y-rhiw, Wales) je velšský herec. Studoval herectví na Loughborough University a následně začal hrát v různých televizních seriálech. Jednou z prvních filmových rolí pro něj byla postava jménem „The Head“ ve filmu Vysněná Amerika z roku 1997. POzději hrál v mnoha dalších filmech, mezi které patří například Poslední výsadek (2005), Eragon (2006), Inkoustové srdce (2008) nebo Cemetery Junction (2010).